# Arilus cristatus
Arilus cristatus är en insektsart som först beskrevs av Carl von Linné 1763.  Arilus cristatus ingår i släktet Arilus och familjen rovskinnbaggar. Inga underarter finns listade i Catalogue of Life.

## Bildgalleri

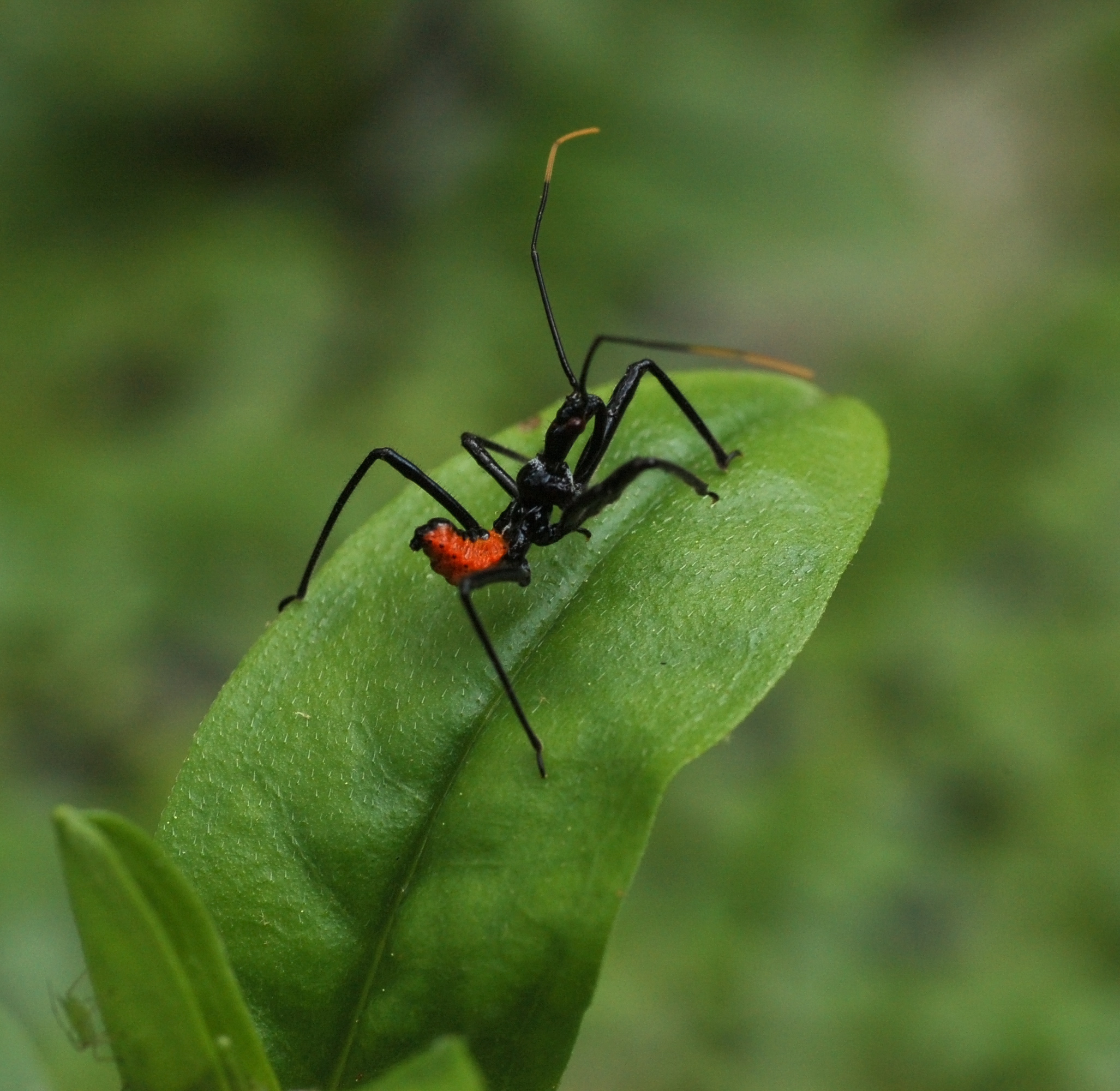
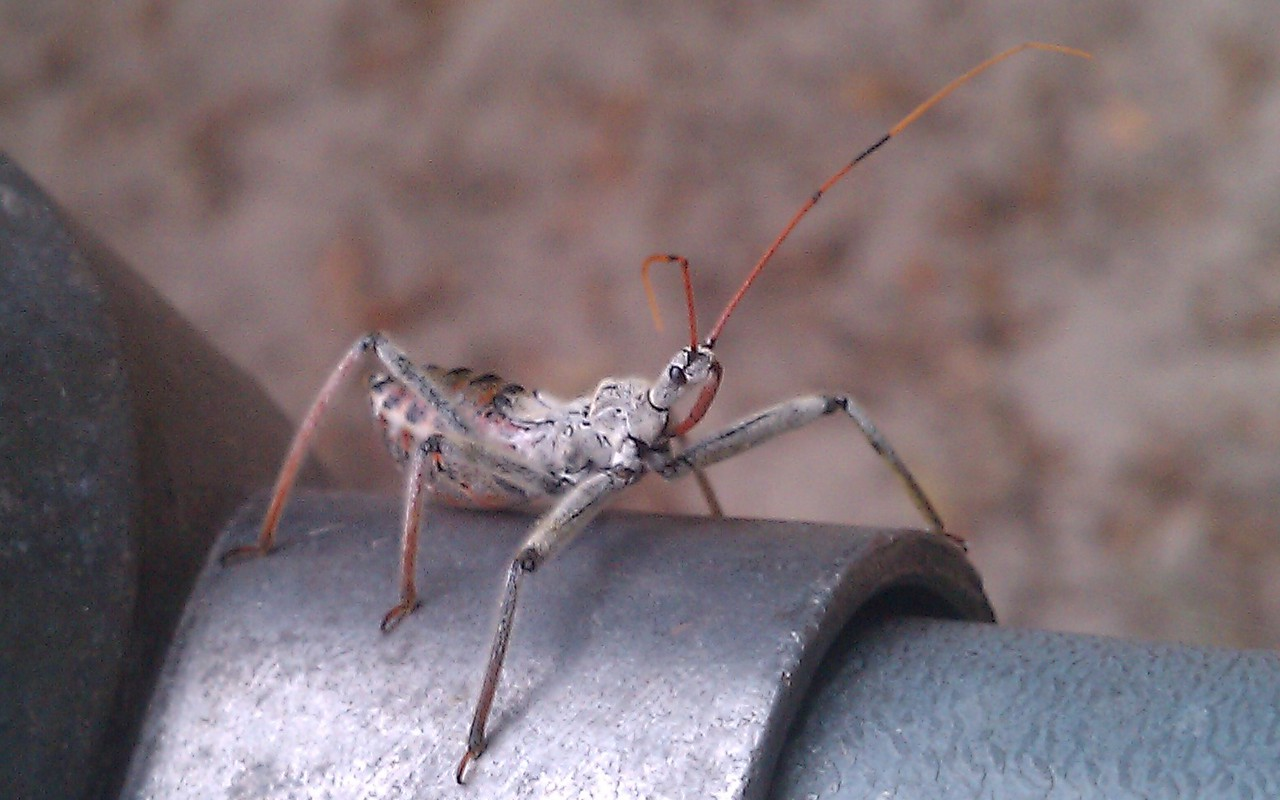
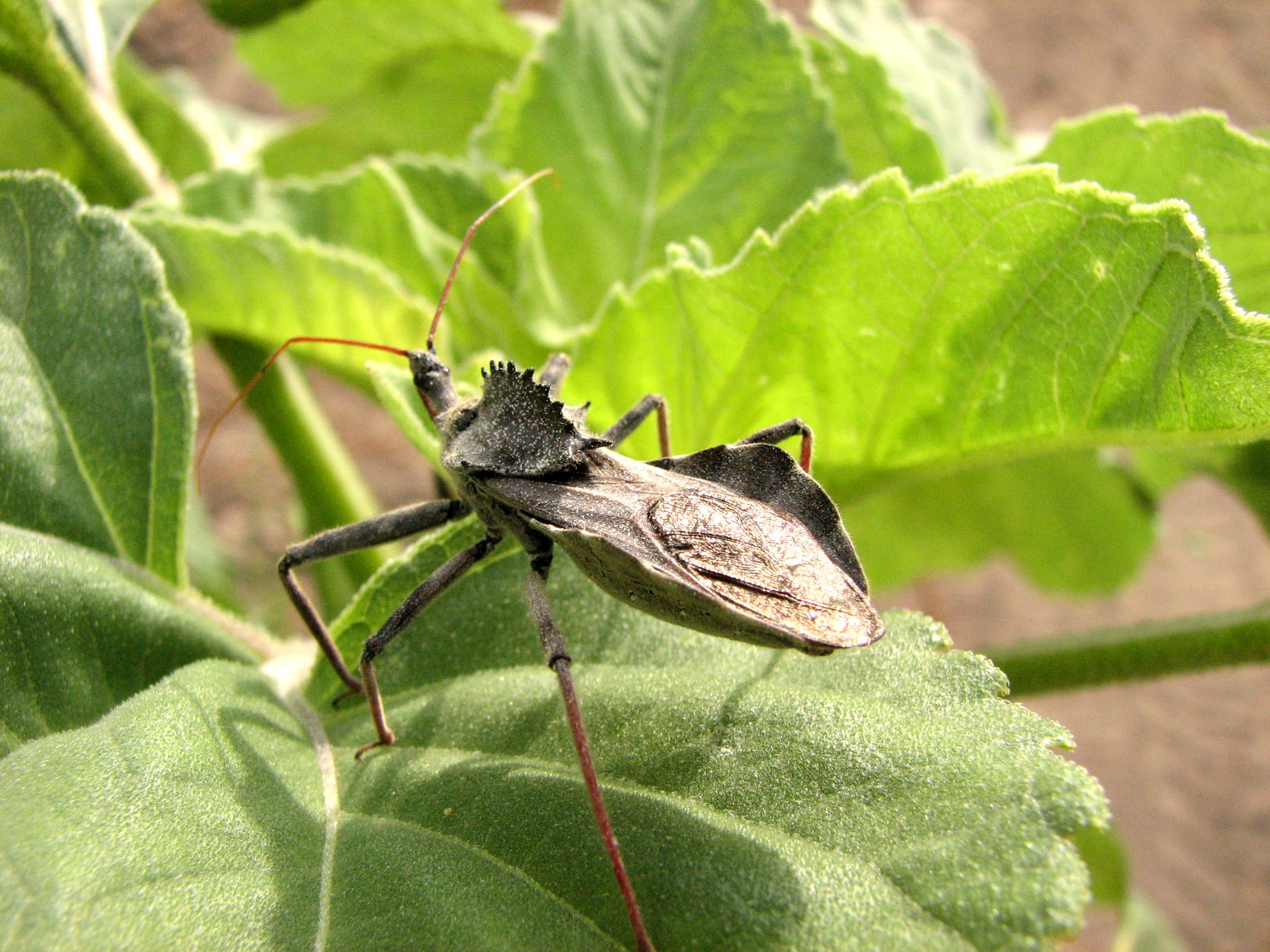